# Batalha do Neurônio
Batalha do Neurônio (La Batalla de la Neurona en español) es un colectivo cultural y uno de los ejemplos de un evento de Freestyle rap en Brasil, en el formato del conocimiento, y representante del Hip hop brasiliense. Estas batallas se llevan a cabo regularmente, mensualmente, en el parque de Taguatinga, también conocido como Taguaparque, en Brasília, Distrito Federal, Brasil. Además de ser una opción de ocio cultural para los jóvenes, las batallas de rimas son espacios que contribuyen a difundir debates sobre temas esenciales, como la sostenibilidad, la ciudadanía, la responsabilidad social, el racismo, la homofobia, los prejuicios, entre otros.

## Historia
La Batalha do Neurônio fue creada en 2012 por Gerson Macedo (Zen Mc) y Emtee en la Vila Planalto, Brasil. Inicialmente, la Batalha do Neurônio fue conocida como Raciocínio RAPido y fue la primera batalla de rima improvisada en utilizar el formato temas/conocimiento en las sesiones de Freestyle en Brasilia. Por lo tanto, tomando como referencia la Batalla del Conocimiento de Río de Janeiro, que fue creada por MC Marechal. Se puede ver que la Batalha do Neuronio es un evento cultural independiente creado por MC's de Brasilia, y la propuesta del evento es la realización periódica de batallas de rimas improvisadas en la línea de la Batalla del Saber, que consiste en un duelo de rimas entre MCs sobre temas propuestos por el público.
En mayo de 2012, se realizó la primera edición de la Batalha do Neurônio en la plaza Nelson Corso, en Vila Planalto, idealizada por Zen Mc y Emtee. MC Naui empezó a colaborar en la organización poco después. Entre mayo y diciembre de 2012 se realizaron allí 8 ediciones, todas filmadas por Vato Videos.
Después de las dos primeras ediciones del evento Raciocínio RAPido, se formó un colectivo para cuidar el proyecto, entre los cuales Biro Ribeiro y Nauí Paiva abrazaron el proyecto y cambiaron el nombre de Raciocínio RAPido a Batalha do Neurônio. Luego de una pausa de seis meses, la batalla se reanudó en julio de 2013, en una nueva ubicación, en Taguaparque, en la marquesina de administración del parque. La batalla tiene lugar allí hasta el día de hoy mensualmente, generalmente el último sábado del mes.
Actualmente, el principal organizador y cuidador de la Batalla de la Neurona es MC Biro Biro. El evento tiene como objetivo ayudar a la comunidad brasiliense a utilizar el arte como medio de comunicación y agregación social.
Los jóvenes a menudo son objeto de violencia, el Rap y el Hip-Hop se han convertido en instrumentos para sacar a estos jóvenes del entorno delictivo en el Distrito Federal y sus alrededores. La Batalha do Neurônio, valora a los artistas y colaboradores del Hip-Hop de Brasil.

## Modo de funcionamiento
Básicamente, el propósito de la batalla era convertirse en la primera batalla periódica de conocimiento de Brasilia. Las batallas de conocimiento difieren de las llamadas batallas de sangre. En el conocimiento (modelo de batalla creado en Río de Janeiro por MC Marechal) la rima del MC sobre los temas propuestos por el propio público, teniendo en cuenta todos y cada uno de los temas que los espectadores sugieran. El mismo público que tiene el poder de decidir el ganador del duelo, analizando el dominio del contenido de los temas propuestos por los rimadores, entre otros aspectos, como la fluidez, la inventiva, el carisma, etc. En muchas batallas también existe la presencia de jurados que también tienen el poder de votar por el ganador de la batalla.

## DJs
La Batalha do Neurônio trabaja en colaboración con varios DJs y beatmakers, que son responsables de los ritmos y los instrumentos utilizados durante las batallas y las sesiones de rimas improvisadas. A menudo, los DJ también tocan música para animar a la multitud durante los descansos de la batalla.
El beatmaker más activo de la Batalha do Neurônio fue Emtee, quien participó en varias ediciones y eventos de 2012 a 2016. Durante ese tiempo, Emtee tocó beats de variados ritmos musicales de Hip Hop que muchos a veces coincidió adecuadamente con los temas propuestos por la audiencia durante las batallas de MC.

## Proyectos sociales
Además de las batallas de rimas, la Batalha do Neurônio también promueve, en los eventos que se realizan en Taguaparque, conciertos de artistas locales vinculados a la cultura Hip-Hop y presentaciones/intervenciones poéticas.
La Batalha do Neurônio comenzó entonces a recibir invitaciones a intervenciones culturales en los más diversos lugares, como escuelas públicas y privadas, colegios, universidades, plazas comerciales, albergues y guarderías públicas, instituciones de rehabilitación y unidades de hospitalización, congresos y conferencias nacionales.
Pronto, la Batalha do Neurônio estuvo presente en grandes eventos como TedX en la UnB, ENEJ (Encuentro Nacional de Jóvenes Empresarios), The Street Store Brasilia, FECUCA (Festival de Cortometrajes de Faculdade de Comunicação), 32ª Feria del Libro de Brasilia, Festival Encontro de Mc's en Juiz de Fora – MG, Conferencia Conjunta de Derechos Humanos, Copa de Quebradas, Abramente, IV Exposición de Atención Básica en Salud, entre otros.
En ese período, también se organizaron tres ediciones de Rap Solidário, que es un evento benéfico sin fines de lucro que tiene como objetivo recolectar alimentos y ropa para guarderías públicas ubicadas en comunidades necesitadas del Distrito Federal y alrededores. También existe una alianza con el proyecto Spread Words, que tiene como objetivo acceder y difundir literatura y poesía, y se realizaron donaciones de libros y historietas en estos lugares. También tuvo lugar el 'Rapgol', un torneo benéfico de fútbol sala, diseñado también con el objetivo de recaudar víveres para diversas donaciones.
La Batalha do Neurônio identificó la oportunidad de demostrar el potencial de la cultura Hip Hop y las rimas improvisadas en todos y cada uno de los entornos, para todos y cada uno de los públicos. En las batallas se abordan los más diversos temas y hay una notable interacción con el público, que participa activamente en la batalla y brinda su opinión con frecuencia. Cabe señalar que el objetivo de la Batalla de la Neurona es seguir conquistando nuevos espacios en los más variados eventos e instituciones y seguir en la calle, fomentando la ocupación de los espacios públicos con la cultura, la música, la poesía y el Hip Hop.
Uno de los objetivos del colectivo Batalha do Neurônio es llevar la cultura de las rimas improvisadas a diferentes públicos, en escuelas, colegios, centros de rehabilitación, unidades de internamiento, albergues, guarderías, fiestas, conciertos, convenciones, ferias y congresos. Además de los duelos, la Batalla de la Neurona promueve talleres de rimas y acciones solidarias con donaciones de libros y cómics para promover la literatura.
Para democratizar el acceso a la cultura para personas que no tienen medios económicos, Batalha do Neuronio invierte en la ocupación del espacio público, con arte y cultura, difundiendo, en eventos gratuitos, los elementos e ideales del hip hop.
Las actividades promovidas por el grupo sirven de escenario para que los artistas independientes muestren su trabajo, a menudo en espectáculos de bolsillo, en el espacio de "micrófono abierto".

## Pandemia
Antes de la Pandemia del COVID-19, mensualmente se realizaban eventos de la Batalha do Neurônio en Taguatinga.